# Henk Zwart

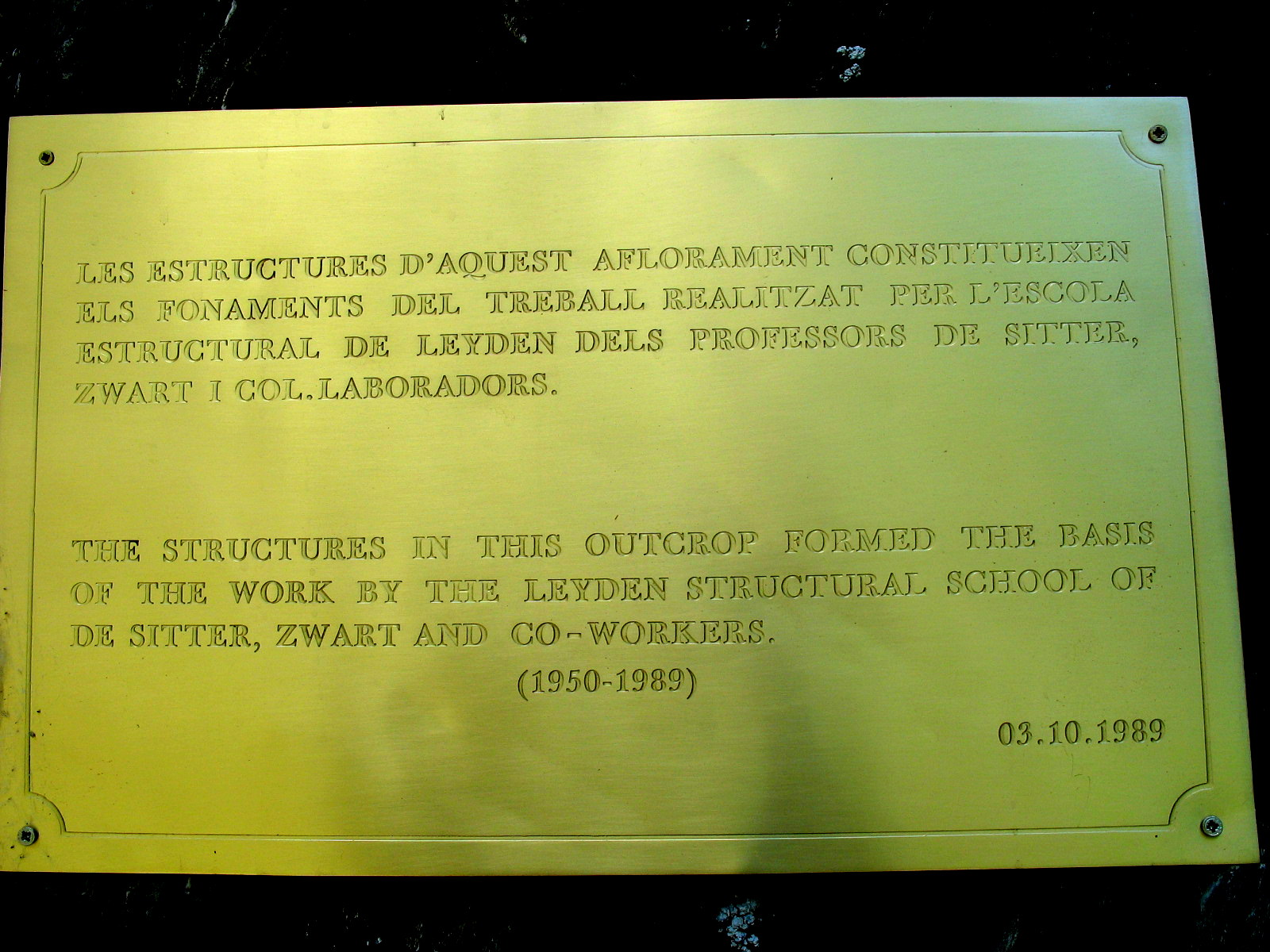
Plaquette voor Zwart, Ulbo de Sitter en andere Leidse collega's die in de Pyreneeën werkten

Hendrik Jan Zwart (Enschede, 30 maart 1924 – 18 november 2012) was een Nederlands structureel geoloog.
Zwart studeerde vanaf 1946 geologie aan de Universiteit Leiden, waar hij afstudeerde op tektonische structuren in metamorf gesteente in de Pyreneeën onder begeleiding van Ulbo de Sitter. In 1966 werd hij hoogleraar aan de universiteit van Aarhus in Denemarken en vanaf 1969 was hij hoogleraar in Leiden, waar hij De Sitter opvolgde. Hij stelde een nauwkeurige classificatie van microstructuren in gesteenten op waarmee de metamorfe en geodynamische geschiedenis van gebergtes kan worden gereconstrueerd. In Leiden en na 1980, toen het Geologisch Instituut vanuit Leiden verhuisde, in Utrecht, zette hij een laboratorium voor experimenten met deformatie van gesteenten op. Zwart en zijn studenten bestudeerden zowel de Pyreneeën, de Alpen als de Caledoniden. Hij ging in 1988 met emeritaat.
- Gemeinsame Normdatei: 1069307637
- International Standard Name Identifier: 0000 0000 6646 5493
- Library of Congress Control Number: n84213038
- Nationale Bibliotheek van Tsjechië: mub20221152762
- Nationale Bibliotheek van Israël: 987007458505305171
- Nederlandse Thesaurus van Auteursnamen: 072400854
- Système universitaire de documentation: 081329628
- Virtual International Authority File: 19758326
- WorldCat: E39PBJg8yTGBbKtxTkxTyRcMfq